# Escut de Sant Climent de Llobregat
L'escut oficial de Sant Climent de Llobregat té el següent blasonament:
Escut caironat: de gules, una àncora d'or. Per timbre una corona mural de poble.

## Història
Fou aprovat el 16 de juny de 1983 i publicat al DOGC el 22 de juliol del mateix any amb el número 347.
L'àncora és l'atribut del papa sant Climent, patró del poble, que fou martiritzat pels soldats romans lligant-li el coll a una àncora i llançant-lo al mar.